# Vinica
 Ovo je glavno značenje pojma Vinica. Za druga značenja pogledajte Vinica (razdvojba).
Vinica je naseljeno mjesto i istoimena općina u Hrvatskom zagorju. Pripada Varaždinskoj županiji.

## Zemljopis
Općina Vinica nalazi se u Hrvatskom zagorju na obroncima Haloze pri prelasku u nizinu rijeke Drave. Graniči s općinama Petrijanec (na sjeveroistoku), Maruševec (na jugoistoku), Cestica (na sjeverozapadu) i Donjom Voćom (na jugozapadu). Općinsko središte Vinica prometno je dobro povezano sa širom okolicom i županijskim centrom Varaždinom, od kojeg je udaljena oko 15 km.

## Stanovništvo
Prema popisu stanovništva iz 2011. u općini je živjelo 3 389 stanovnika, a 2021. broj stanovnika smanjio se na 3 020.
| broj stanovnika | 2818  | 3375  | 3704  | 4058  | 4307  | 3842  | 3882  | 4065  | 4431  | 4503  | 4310  | 4048  | 3974  | 4049  | 3747  | 3389  | 3020  |
|                 | 1857. | 1869. | 1880. | 1890. | 1900. | 1910. | 1921. | 1931. | 1948. | 1953. | 1961. | 1971. | 1981. | 1991. | 2001. | 2011. | 2021. |

| broj stanovnika | 689   | 826   | 895   | 933   | 969   | 1037  | 995   | 1049  | 1113  | 1262  | 1198  | 1138  | 1172  | 1222  | 1269  | 1075  | 965   |
|                 | 1857. | 1869. | 1880. | 1890. | 1900. | 1910. | 1921. | 1931. | 1948. | 1953. | 1961. | 1971. | 1981. | 1991. | 2001. | 2011. | 2021. |

## Uprava
- Načelnik: Branimir Štimec (nezavisni)
- Predsjednik Općinskog vijeća: Predrag Štromar (HNS)

## Povijest
Kako se na ovom području križaju rimske prometne linije, postoji pretpostavka da je Vinica postojala i prije najstarijeg pisanog traga (popisa župa Zagrebačke biskupije) koji potječe iz 1334. U popisu župa Varaždinskog arhiđakonata spominje se Item sancti Marci de Vinnicha, tj. Župa sv. Marka u Vinici. Nalazi se i u popisu župa iz 1501. gdje je vidljivo da ima župnika i dva kapelana, a nalazi se i u popisu župnika prisutnih na sinodu što ga je sazvao biskup Drašković 1574. Kroz povijest, postojali su različiti oblici imena: Vinnicha, Vinika, Vinicza, Wynycza, Vinitza, Vinicius i dr.

### Stari grad Vinica
Na jednom od brežuljaka Vinica Brega nalaze se ostatci starog grada (burga) koji je imao obrambeni značaj. Bio je dobro zaštićen obroncima i imao je pregled nad nizinom (današnjim Varaždinskim poljem). Burg Vinica se prvi put spominje 1353. kao castrum Vinica, a u popisu vlastelinstava 1767. spominje se Vinica duorum conporationatorum Gyulajano - Istvanffyanorum. Bio je teško oštećen u požaru 1555., ali je ubrzo ponovno izgrađen. Krajem 17. stoljeća grad je ruševina nepogodna za stanovanje i često mijenja vlasnike.Danas je grad u razrušenom stanju.

### Sajmovi u Vinici
Vinica dobiva sajamske povlastice ispravom braće Stjepana i Wolfganga Gyulaya, viničkih vlastelina, od 6. siječnja 1532., koja se čuva u Povijesnom arhivu u Varaždinu. Pravo na tri godišnja sajma (na sv. Marka, Tijelovo i sv. Nikolu) i jedan tjedni sajam odobrava Nikola Istvánffy, a poveljom potvrđuje kralj Rudolf II. 24. veljače 1580. u Pragu. Kako su na sajmove dolazili i oni koji su zakidali na vagi, za takve su bile određene kazne. Izlagali su ih uz sramotni stup (pranger u Vinici) i šibali. Isti stup je služio i za mjerenje, što je vidljivo po kamenoj mjerici za žito na prednjoj strani. Na njemu je bio natpis Ivstam mensvr tenete, poziv sa zahtjevom za pošteno mjerenje. Do 1903. nalazio se na ulazu u park Opeku, danas je na Trgu Matije Gupca.

### Školstvo u Vinici
Prvi pisani podatak o učitelju potiče iz 1638. kojom prilikom Petar Oškoci obavlja vizitu učitelja Blaža Samogiya. U to vrijeme stalnih polaznika škole nije bilo. Ugovorom između Filipa Wohlgemutha (kraljevskog nadzornika narodnih škola) i predstavnika sela Marčan, Vinica i Ladanje od 7. svibnja 1785. regulira se osnivanje trivijalne škole, kao i uzdržavanje učitelja. Nova školska zgrada počinje se graditi 1858. godine koja biva uništena u požaru iste godine, prije nego što je dovršena. Nova zgrada se gradi već sljedeće godine, i nju je pohađalo 235 obveznika. Grofica Terezija ud. Erdödy, rođ. Raczynska 1887. daje sagraditi djevojačku učionicu čime je dotadašnja škola bila podijeljenja po spolovima, što je bila želja tadašnjih župljana i župnika. Učiteljsku službu povjerava se sestrama milosrdnicama iz Zagreba. Kako su djeca zbog radova u polju često izostajala s nastave, grofica Terezija naređuje da od prosinca do ožujka 30 najsiromašnijih djevojčica dobije juhu, a svako dijete komad kruha. Zaslugom grofice Terezije, riješen je i problem pitke vode u školi izgradnjom vodovoda 1892. – 1894. Osim grofice Terezije, đake su pomagale i obitelji Bombelles i Peške te mnogi drugi.

### DVD Vinica
DVD Vinica jedno je od najstarijih vatrogasnih društava u Varaždinskoj županiji. Osnovano je 27. siječnja 1889. Osim vatrogastva, kroz društvo su djelovale razne sekcije (tamburaška, limena glazba, pjevačko društvo,...), a 1950. su imali i prvu žensku ekipu vatrogasaca.

## Spomenici i znamenitosti

### Dvorac Opeka
Dvorac Opeka (također i nazivan Bombellesov dvorac) u Marčanu nalazi se podno maceljske šume. Okružen je velikim i bogatim arboretumom površine od oko 64 hektara. Izgrađen je u baroknom stilu u drugoj polovici 17. stoljeća. Dvorac i arboretum su od prosinca 2007. i zaštićeno kulturno dobro Republike Hrvatske, a od iste godine arboretum održava i uređuje Javna ustanova za upravljanje zaštićenim prirodnim vrijednostima na području Varaždinske županije, te Općina Vinica, kao i učenici Srednje škole „Arboretum” u Vinici.

### Arboretum Opeka
Arboretum Opeka u Marčanu je najznačajniji i najvažniji pojam vezan uz Vinicu, a nalazi se u sklopu perivoja dvorca Opeke. Na površini od 64 hektara nalazi se više od 100.000 primjeraka drveća, grmova, povijuša i cvijeća. Po raznolikosti i bogatstvu biljaka, pripada svjetski poznatim parkovima engleskoga stila. Uz Maksimir i Križovljan grad, Opeka je najvrijedniji park kontinentalne Hrvatske.

### Ostale znamenitosti
- Pranger, obelisk iz 1643., trokutnog presjeka, visine oko 250 cm, u dnu s posudom širine 46, a dubine 25 cm; služio je kao stup srama, a i moguća mjera za sajmove; do 1903. stajao je na ulazu u park Opeku, danas na Trgu Matije Gupca
- kurije Mattachich-Dolansky, Patačić i Köröskeny-Rupčić, zaštićena kulturna dobra, te kurije Keglević i Nyczky,
- dvorci Bajnski dvori (zaštićeno kulturno dobro) i Vinica Donja
- crkva sv. Marka evanđelista u Marčanu, izgrađena početkom 19. stoljeća, zaštićeno kulturno dobro
- kapele: Trpeći Isus, sv. Rok, sv. Ana, sv. Tri kralja, te Srca Isusova
- Šincekova jama (poznata i kao spilja Vinica) na području Pešćenice Viničke, zaštićeno kulturno dobro
- barokni zdenac s kipom sv. Ivana Nepomuka, zaštićeno kulturno dobro
- spomenik dr. Franji Tuđmanu
- pil sv. Benedikta, zaštićeno kulturno dobro
- grobna kapela obitelji Erdödy u Gornjem Ladanju, zaštićeno kulturno dobro

## Znameniti Viničanci
- grofica Terezija Erdödy (rođ. Raczynska), dobročiniteljica školstva i vatrogastva u Vinici
- grof Marko Bombelles ml. (1856. – 1912.), jedan od osnivača Dobrovoljnog vatrogasnog društva, inicijator i osnivač društva „Desnica” za pomoć siromašnoj školskoj djeci, vlasnik prvog automobila u Hrvatskoj,[6] zaslužan za razvoj stočarstva i lovstva viničkog kraja[7]
- Marijan Dolanski, pilot, nekadašnji vinički načelnik, te jedna od važnih ličnosti viničkog i hrvatskog vatrogastva.[4]

## Poznate osobe
- Miljenko Mumlek, nekadašnji i sadašnji nogometaš NK Varteks i NK Dinamo, a ujedno je bio i član hrvatske nogometne reprezentacije.
- Predrag Štromar, bivši ministar graditeljstva i prostornog uređenja i potpredsjednik u Vladi Republike Hrvatske.[8]

## Šport
- Nogometni klub Vinica (nkvinica.hr)
- Košarkaški klub Vinica (kk-vinica.hr)
- Moto klub Bombelles (bombelles.hr)

## Vanjske poveznice
- Službene stranice Općine Vinica
- Arboretum na stranicama Općine  Arhivirana inačica izvorne stranice od 2. lipnja 2007. (Wayback Machine)
- Ivana Peškan i Vesna Pascuttini–Juraga: "Vinica i Pranger" Izvorni znanstveni članak, Varaždin 2011.